# Emil Ferrari
Emil Ferrari (* 1. März 1995 in Dieburg) ist ein deutscher Comedian. Durch seine Auftritte in zahlreichen Fernsehshows und bei Comedy-Festivals erlangte er überregionale Bekanntheit.

## Leben
Seinen ersten öffentlichen Auftritt absolvierte Ferrari im Alter von 10 Jahren als Zauberkünstler. Bis 2008 wurde er für Geburtstage, Stadtfeste oder andere Veranstaltungen engagiert. Seine Begeisterung für amerikanische und britische Stand-up-Comedy bewogen Ferrari dazu, ab seinem 13. Lebensjahr eigene Kabarett-Texte zu schreiben. Im November 2008 hatte er seinen ersten Stand-up-Auftritt auf einer offenen Bühne im Aschaffenburger Hofgarten.
Sein Erfolg schlug so große Wellen, dass er von nun an als Gast zu Fernsehsendungen eingeladen wurde. Bekanntheit erlangte er unter anderem durch seine Auftritte bei TV total, Granaten wie wir, Fun Club, Cindy und die jungen Wilden, Mitternachtsspitzen, Nightwash sowie dem Quatsch Comedy Club. Viermal belegte er bei Cindy aus Marzahns „Talentschmiede“ den ersten Platz und wurde „Talentschmiedengewinner 2009“.
Im April 2018 veröffentlichte er seine Single Für Dich auf YouTube.